# South Down (circonscription du Parlement britannique)
Pour l’article homonyme, voir South Down.
South Down est une circonscription électorale britannique située en Irlande du Nord.